# Cherry Saku Yuuki!!
«Cherry Saku Yuuki!!» (Cherry咲く勇気!!) es el décimo cuarto sencillo de la banda Oshare Kei: Antic Cafe, publicado en 2008 y perteneciente al álbum Gokutama Rock Cafe.

## Canciones

### Limited Edition

#### CD
| CD  |                                                         |          |  |
| N.º | Título                                                  | Duración |  |
| 1.  | «Cherry Saku Yuuki!! (Cherry咲く勇気!!)»                | 4:00     |  |
| 2.  | «One Way Love»                                          | 4:42     |  |
| 3.  | «Cherry Saku Yuuki!! (Cherry咲く勇気!!)» (Instrumental) | 4:00     |  |
| 4.  | «One Way Love» (Instrumental)                           | 4:42     |  |

#### DVD
| DVD |                                                              |          |  |
| N.º | Título                                                       | Duración |  |
| 1.  | «Cherry Saku Yuuki!! (Cherry咲く勇気!!)» (Promotional Video) | 4:06     |  |

### Regular Edition
| CD  |                                                         |          |  |
| N.º | Título                                                  | Duración |  |
| 1.  | «Cherry Saku Yuuki!! (Cherry咲く勇気!!)»                | 4:00     |  |
| 2.  | «One Way Love»                                          | 4:42     |  |
| 3.  | «Cherry Saku Yuuki!! (Cherry咲く勇気!!)» (Instrumental) | 4:00     |  |
| 4.  | «One Way Love» (Instrumental)                           | 4:42     |  |